# Aristida humidicola
Aristida humidicola är en gräsart som beskrevs av Sylvia Mabel Phillips. Aristida humidicola ingår i släktet Aristida och familjen gräs.
Artens utbredningsområde är Tanzania. Inga underarter finns listade i Catalogue of Life.